# Okorsj
Okorsj (Bulgaars: Окорш Okorsh, Turks: Musalar) is een dorp in het noordoosten van Bulgarije. Het dorp is gelegen in de gemeente Doelovo in de oblast Silistra en ligt ongeveer 45 km ten zuiden van Silistra. Het dorp ligt 321 km ten noordoosten van de Bulgaarse hoofdstad Sofia en 174 km ten zuidoosten van de Roemeense hoofdstad Boekarest. 

## Bevolking
In de laatste officiële cijfers van het Nationaal Statistisch Instituut van Bulgarije woonden er 1.383 personen in het dorp.
|  |

De bevolking van het dorp Okorsj bestaat grotendeels uit etnische Turken, gevolgd door een grote minderheid van etnische Bulgaren.
| Etnische samenstelling van de respondenten (2011) | Etnische samenstelling van de respondenten (2011) | Etnische samenstelling van de respondenten (2011) | Etnische samenstelling van de respondenten (2011) | Etnische samenstelling van de respondenten (2011) |
| ------------------------------------------------- | ------------------------------------------------- | ------------------------------------------------- | ------------------------------------------------- | ------------------------------------------------- |
|                                                   |                                                   |                                                   |                                                   |                                                   |
| Bulgaren                                          | Bulgaren                                          |                                                   | 32,5%                                             | 32,5%                                             |
| Turken                                            | Turken                                            |                                                   | 66,9%                                             | 66,9%                                             |
| Roma                                              | Roma                                              |                                                   | 0,3%                                              | 0,3%                                              |
| Anders/Onbekend                                   | Anders/Onbekend                                   |                                                   | 0,3%                                              | 0,3%                                              |